# Ivanhoe
 For alternative betydninger, se Ivanhoe (flertydig). (Se også artikler, som begynder med Ivanhoe)
Ivanhoe er en roman af Sir Walter Scott fra 1820. Den handler om korstogsridderen Ivanhoe, der kæmper for kong Richard Løvehjerte og kærligheden til den skønne Rowena. Han tiltrækkes dog af jøden Rebecca, som plejer ham, da han blev såret, og da hun anklages som heks, må han stille op til duel.
Det er en for forfatteren typisk historisk roman med fiktive hovedpersoner i en spændingsfyldt handling med historisk virkelige personer som bipersoner.
Romanen er bl.a. blevet filmatiseret i 1952 med Robert Taylor i titelrollen, Elizabeth Taylor som Rebecca og Joan Fontaine som Rowena.

## Film og tv
Ivanhoe er blevet omsat til båd film og tv-produktioner adskillige gange.
Bogen er omsat til følgen filmatiseringer:
- Ivanhoe, USA 1911, instrueret af J. Stuart Blackton[1]
- Ivanhoe USA 1913, instrueret af Herbert Brenon; med King Baggot, Leah Baird, og Brenon. Filmet i England.
- Ivanhoe Wales 1913, instrueret af Leedham Bantock;
- Ye Olden Days USA 1933, instrueret af Burt Gillett
- Ivanhoe, Wales 1913, instrueret af Leedham Bantock, filmed at Chepstow Castle
- Ivanhoe, 1952, instrueret af Richard Thorpe, starring Robert Taylor, Elizabeth Taylor, Joan Fontaine og George Sanders; nomineret til tre Oscars.
- The Revenge of Ivanhoe (1965) med Rik Battaglia (en italiensk peplum)
- Ivanhoe, the Norman Swordsman (1971) aka La spada normanna, instrueret af Roberto Mauri (en italiensk peplum)
- Ballada o doblestnom rytsare Ajvengo (Баллада о доблестном рыцаре Айвенго, da.: Balladen om den tapre ridder Ivanhoe), USSR 1983, instrueret af Sergej Tarasov, med sange af Vladimir Vysotskij og Peteris Gaudins som Ivanhoe.

Der er produceret flere tv-serier og tv-film, inklusive:
- 1958: Ivanhoe tv-serie baseret på karakteren med Roger Moore som Ivanhoe
- 1970: Ivanhoe tv- miniserie med Eric Flynn som Ivanhoe.
- 1982: Ivanhoe, en tv-film med Anthony Andrews som Ivanhoe.
- 1986: Ivanhoe, en animeret tv-film produceret af Burbank Films i Australien.
- 1995: Young Ivanhoe, en tv-film instrueret af Ralph L. Thomas med Kristen Holden-Ried som Ivanhoe, Rachel Blanchard som Rowena, Stacy Keach som Pembrooke, Margot Kidder som Lady Margarite, Nick Mancuso som Bourget og Matthew Daniels som Tuck.
- 1997: Ivanhoe the King's Knight en tegneserie produceret af CINAR og France Animation, der generelt byggede over fortællingen
- 1997: Ivanhoe, en seksdelt miniserier på 5 timer. Co-production mellem A&E og BBC. Med Steven Waddington som Ivanhoe, Ciarán Hinds som Bois-Guilbert, Susan Lynch som Rebecca, Ralph Brown som Prins John og Victoria Smurfit som Rowena.
- 1999: The Legend of Ivanhoe, produceret af Columbia TriStar International Television og dubbet til engelsk med John Haverson som Ivanhoe og Rita Shaver som Rowena.
- 2005: Dark Knight produceret af Channel 5 i et forsøg på at etablere en tv-serie. Ben Pullen spillede Ivanhoe og Charlotte Comer spillede Rebecca.